# الکساندر کالیانینوف
الکساندر کالیانینوف (ترکی آذربایجانی: Aleksandr Kalyaninov; ۱۱ دسامبر ۱۹۹۲ – ۲۵ دسامبر ۲۰۲۴) خلبان هواپیمایی تجاری اهل جمهوری آذربایجان بود که به قهرمان ملی آذربایجان تبدیل شد.

## اوایل زندگی
الکساندر کالیانینوف در سال ۱۹۹۲ در شهر باکو، پایتخت جمهوری آذربایجان، به دنیا آمد. وی تحصیلات متوسطه خود را در «لیسه اروپایی باکو» پشت سر گذاشت. در سال ۲۰۲۱ موفق به اخذ مدرک کارشناسی ارشد در حمل‌ونقل هوایی از دانشگاه ملی هوانوردی اوکراین شد.

## مرگ
در ۲۵ دسامبر ۲۰۲۴، هواپیمای پرواز ۸۲۴۳ خطوط هوایی آذربایجان که توسط یک فروندامبرائر ۱۹۰ انجام می‌شد، به دلیل مورد اصابت قرار گرفتن توسط سامانه موشکی پانتسیر-اس۱ متعلق به نیروی هوایی روسیه هنگام فرود اضطراری در نزدیکی فرودگاه آقتائو در کشور قزاقستان سقوط کرد. این هواپیما حامل ۶۷ نفر بود که ۲۹ نفر از آنان نجات یافتند. الکساندر کالیانینوف، کمک خلبان این پرواز نیز در این حادثه جان باخت. وی در ۲۹ دسامبر ۲۰۲۴ در پارک مفاخر دوم باکو خاک سپاری شد.

## نشان و گرامی‌داشت
به دستور الهام علی اف، رئیس‌جمهور جمهوری آذربایجان، به تاریخ ۲۹ دسامبر ۲۰۲۴، به پاس شجاعت و فداکاری‌هایش از الکساندر کالیانینوف پس از مرگش با اهدای نشان قهرمان ملی آذربایجان تقدیر به عمل آمد.
یاد و خاطره او و همکارانش توسط دولت و شرکت هواپیمایی آذربایجان از طریق برگزاری مراسم یادبود ویژه گرامی داشته شد. قرار است ایثارگری و جانفشانی او در موزه هوانوردی آذربایجان و سایر مؤسسات هوانوردی بین‌المللی به نمایش گذاشته شود.